# 秋葉原UDXパーキング
秋葉原UDXパーキング（あきはばらユーディーエックスパーキング）とは、東京都千代田区外神田・秋葉原地区の秋葉原クロスフィールド内の秋葉原UDXにある地下立体駐車場。2006年1月31日に運営を開始した。
現在は東京都渋谷区に本社を置く駐車場綜合研究所(PMO)が管理運営している。
自走式と機械式（2多段ピット式）を組み合わせた駐車場となっている。
東京都区内に少ないバイク駐車場（駐輪場）もある。
駐車場の中で、電気自動車による案内サービス・ポーターサービスや携帯電話のQRコード読み取り機能を使い、どの位置に駐車したのかを知らせる駐車位置情報提供システムを導入している。
利用に応じてAkiba-iポイントが貯まるサービスや、秋葉原周辺店舗と提携しガンダムカフェやめいどりーみんで駐車券がクーポンとなるサービスを行っている。
秋葉原エリアにあることからいわゆる痛車の利用も多く、近年では駐車場所長が中心となって利用した痛車の写真を公式ブログやFacebook等にアップしたり、Twitterでリアルタイムの情報を発信している。

## 概要
- 所在地：東京都千代田区外神田4-14-1
- 階数：地下1階～地下3階（自転車駐輪場は1階）
- 収容台数：800台（4輪車）124台（2輪車）42台（自転車）
- 都市計画駐車場：500台
- 附置義務駐車場：300台
- 営業時間：24時間営業（バイクの駐車入庫受付時間は7:00～22:00、出庫は24時間可能）2013年8月現在

## サービスメニュー
- 自動車時間貸（2018年8月現在）

時間料金 300円/30分毎。
※2014年1月20日より100円/12分毎から100円/10分毎に変更された。2018年7月3日より100円/10分毎から300円/30分毎に改定。
※48時間以上利用する場合はB1F駐車場管理室にて申請。
24時間最大 平日2,000円　土日祝3,000円　特別日（年末年始・お盆等）4,000円
ナンバー読み取り装置設置。精算はエレベーターホールの事前精算機か、出口のゲートで行う。事前精算を済ませておくと、出口ゲートに近づくだけでナンバープレートを読み取って自動的にゲートが開く。（開かない場合は精算した駐車券を精算機に入れる）
- バイク時間貸（2013年8月現在）

時間料金 2時間まで500円。以降翌朝7時まで最大1,000円。翌朝7時を跨る毎に1,000円加算。
出庫毎の精算。精算はエレベーターホールの事前精算機で行う。出口ではできない。
- 自転車時間貸（2018年8月現在）

時間料金 6時間まで150円。
- 自動車定期（月極）
  - パーク&ライド定期（平日月曜日～金曜日）
  - 全日定期
- バイク定期（月極）

## 場内の入居施設
- 日産レンタカー秋葉原UDX店
- アースカーポルシェカーシェアリング
- オリックスカーシェアリング秋葉原駅前ステーション